# Pierre Picquart
Pour l’article ayant un titre homophone, voir Pierre Picard.
Pour les articles homonymes, voir Picquart.
Pierre Picquart, né le 25 décembre 1951 à Suresnes, est un géopolitologue français.
Il est expert international, écrivain et conférencier sur des questions géopolitiques et sociétales.

## Biographie
Pierre Picquart est expert international, écrivain, spécialiste des conflits, du développement humain, de l'immigration, de l'Asie, de l’Afrique, de la Chine et du monde chinois.
Fonctionnaire d'État de 1978 à avril 2017, il est fondateur de l'association CEDRIC (Centre d'études, de développement et de recherche sur l'immigration et la Chine) depuis 2001, auditeur associé à l'IHEDN 75 (Institut des hautes études de la défense nationale) depuis 2012, et dirige diverses missions et travaux à l’étranger depuis 2017.
Lauréat : en 1994, du DEA ; en 1999, du doctorat en géopolitique et en géographie humaine de l'université Paris-VIII, il est l'auteur d'une thèse de doctorat Les Chinois de Paris,.
Après être allé en Chine de nombreuses fois, il étudie la diaspora chinoise en Europe, puis il conduit des missions institutionnelles (intelligence économiques, territoires, prévention des conflits, migrations chinoises, associations chinoises, visas, etc.) pour les États, l'Union européenne et les médias.
Pour le compte de la Commission européenne, il dirige plusieurs missions en Asie, sur l'entrée de la Chine à l'OMC (Organisation mondiale du commerce), sur les visas (ADS) de tourisme à destination de l'Union européenne et sur l'immigration chinoise légale et illégale en Europe.
En 2008, il a été membre du « Comité scientifique du Deuxième forum international économique et financier de Paris ». 
En 2014, lors de son discours au 2e colloque international sur la culture chinoise à Pékin, Pierre Picquart a déclaré que le « rêve chinois » bénéficiera non seulement au peuple mais à une société plus harmonieuse et à la paix mondiale.[réf. nécessaire]
Le 26 mars 2014, au cours de son séjour officiel en France, le président chinois Xi Jinping rencontre Pierre Picquart lors d'une visite privée au siège parisien de la fondation Charles-de-Gaulle.[réf. nécessaire]
Auteur de nombreux articles et travaux en géostratégie, en géopolitique et sur le monde chinois (cf infra), Pierre Picquart mène actuellement diverses missions à l'étranger.[réf. nécessaire]

## Analyses
Sur le type de développement économique adopté par la Chine : « la voie dans laquelle s'est engagée la Chine est une voie de développement pacifique et la Chine offre au monde entier un nouveau mode de développement. »
Sur le sens de la rencontre entre le président des États-Unis et Tenzin Gyatso, le 14e dalaï-lama : « la rencontre de M. Obama avec des personnalités politiques telles que le dalaï-lama vise à créer une barrière pour le développement de la Chine tout en consolidant la domination des États-Unis dans le monde. »
Concernant les droits de l'homme, il a précisé sa pensée dans La Chine dans vingt ans et le reste du monde, 2011, Éditions Favre : « Si les droits de l'homme en Chine doivent encore progresser, les droits humains fondamentaux ont déjà évolué considérablement depuis 20 ans dans ce pays. » Selon cet ouvrage, la Chine devrait être le numéro 1 économique mondial avant 2020, avec un déclin relatif et sensible des États-Unis, une future monnaie de référence internationale incluant le yuan, et l'Europe se porterait mieux que prévu, en adoptant un véritable projet d'intégration politique, d'efficacité économique, malgré la crise économique et financière. Pour l’auteur, la Chine engage des réformes sociales et structurelles en profondeur et d'importants bouleversements géopolitiques nous attendent qui influeront sur la planète entière.[réf. nécessaire]
Dans son dernier livre, La Chine : une menace militaire ?, l’auteur aborde les nouvelles stratégies militaires de Pékin au regard des conflits régionaux en Asie-Pacifique (conflits des îles Diaoyu / Senkaku) et des tensions planétaires. Il décrypte les rivalités sino-japonaises et sino-américaines, l'APL, la nouvelle armée chinoise, ses applications militaires et spatiales, et ses forces opérationnelles. Il analyse les objectifs de sa diplomatie. Il divulgue ses stratégies de cyber-défense et l’extension de ses bases planétaires.[réf. nécessaire]
En publiant en 2018 son 5e ouvrage, La Renaissance de la route de la soie. L’incroyable défi chinois du XXIe siècle, l'auteur propose de revivre l'histoire résumée de la route légendaire la plus ancienne du monde et d'aborder sa reconstruction par des partenariats entre la Chine et plus de 100 pays ou organisations, d'infrastructures géantes sur les cinq continents. Au-delà de l'histoire et des bénéfices attendus, c'est une aventure hors du commun. Ce livre propose deux actes de la mondialisation entre la Chine et l'Europe. " L'acte I ", c'est la légendaire " route de la soie ", celle d'Alexandre le Grand à Marco Polo, avec des guerriers, des espions, des missionnaires et des caravanes, et des échanges économiques, culturels, religieux, techniques, scientifiques et esthétiques entre des peuples lointains. Son déclin est lié à l'ouverture de la route maritime des épices au XVe siècle, plus sûre et rapide. " L'acte II ", c'est la transformation mondiale et la construction du plus grand chantier planétaire qui va avoir un impact sur le monde. Les " nouvelles routes de la soie " du XXIe siècle (en anglais One Belt, One Road – Une ceinture et une route), c'est le projet pharaonique de la Chine et de son président XI Jinping, qui promet de changer les équilibres géopolitiques dans le monde à l'horizon 2049, pour les 100 ans de la République populaire de Chine. Ce remodelage planétaire se fonde sur la construction d'infrastructures de transports aériens, routiers, ferroviaires et maritimes répartis sur les cinq continents, qui doivent charrier à la fois les produits " made in China " vers de nouveaux marchés, transporter les produits occidentaux vers l'Asie et l'Afrique, et augmenter l'influence de Pékin à l'international. Des milliers de milliards de dollars seront investis en échelle longue sur 30 ans. Ce projet va bouleverser nos économies à court et moyen terme, en Europe et en France avec des impacts dans nos vies quotidiennes.[réf. nécessaire]
Depuis 2017, dans ses différents articles et dans les médias, il analyse les nouveaux enjeux économiques internationaux et l'évolution géopolitique des nations.[réf. nécessaire]

## Ouvrages
- L'Empire chinois. Mieux comprendre le futur numéro 1 mondial : histoire et actualité de la diaspora chinoise, Éditions Favre, Lausanne, 2004  (ISBN 2828907937). Adapté en polonais sous le titre Imperium Chinski, Historia I Terazniejszosc Chinskiej Diaspory, Temat Dnia, DIALOG (pl), 2006  (ISBN 8389899469)
- La Forme olympique de la Chine, Éditions Favre, Lausanne, 2008  (ISBN 2828909832)
- La Chine dans vingt ans et le reste du monde. Demain, tous Chinois ?, Éditions Favre, Lausanne, 2011. (ISBN 978-2-82891199-7) (BNF 42470981). Adapté en mandarin sous le titre 20年后中国和世界 (La Chine dans vingt ans et le reste du monde), traduit en chinois, Jiangsu People’s Publishing House, 2012.  (ISBN 9787214077653).
- La Chine : une menace militaire ?, Éditions Favre, Lausanne, 2013. (ISBN 9782828913618)
- La Renaissance de la route de la soie. L’incroyable défi chinois du XXIe siècle, Éditions Favre, Lausanne, 2018.  (ISBN 9782828916732)